# Октябрь (Речицкий район)
Октябрь (бел. Акця́бр; до 1962 года — Задереевка) — деревня в Речицком районе Гомельской области Беларуси. В составе Комсомольского сельсовета.

## География

### Расположение
В 54 км на северо-запад от Речицы, 25 км от железнодорожной станции Бабичи (на линии Калинковичи — Гомель), в 104 км от Гомеля.

## Транспортная система
Транспортная связь по просёлочной, а затем по автодороге Светлогорск — Речица.
В посёлке 5 жилых домов (2004 год). Планировка состоит из короткой, широтной, улицы застроенной деревянными домами усадебного типа.

## История
Археологами выявлено городище в 1 км на северо-запад от посёлка.
Согласно письменным источникам посёлок известен с начала XIX века как селение в Речицком уезде Минской губернии.
В 1932 году жители посёлка вступили в колхоз. Во время Великой Отечественной войны на фронтах погибли 12 жителей посёлка. В июне 1943 года оккупанты полностью сожгли посёлок и убили 1-го местного жителя. В 1959 году посёлок входил в состав совхоза «Комсомолец» с центром в деревне Комсомольск.

## Население

### Численность
2004 год — 5 дворов, 6 жителей.

### Динамика
- 1850 год — 9 дворов.
- 1930 год — 13 дворов, 66 жителей.
- 1940 год — 29 дворов, 148 жителей.
- 1959 год — 179 жителей (согласно переписи).
- 2004 год — 5 дворов, 6 жителей.